# Pimpulsiv

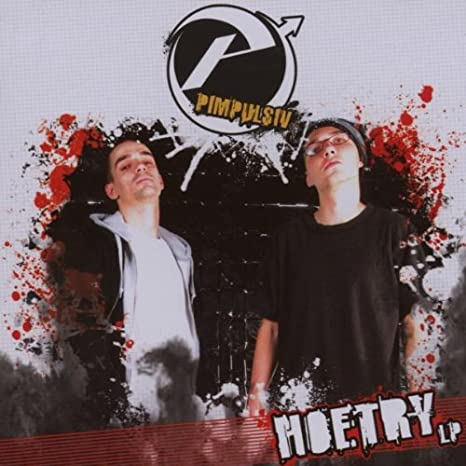
Pimpulsiv auf dem Cover des Albums Hoetry LP (2007)

Pimpulsiv war ein deutsches Rapduo aus Bielefeld. Es bestand aus Timi Hendrix (Raps) und Skinny Shef (Raps und Beats). Zudem wurden sie auf Konzerten durch DJ Fellbaum unterstützt, mit welchem sie bis zur Auflösung die Gruppe Bad Taste bildeten, zu der auch der kroatische Rapper Euram zählte. Pimpulsiv war seit dem August 2009 beim Label Trailerpark unter Vertrag.

## Biografie
Nach der Auflösung der Gruppe Bad Taste bildeten Timi Hendrix und Skinny Shef zusammen die Gruppe Pimpulsiv. Im Jahr 2006 erschien als Vorgeschmack auf folgende Releases die EP Hoodstock als Gratisdownload. Ein Jahr später folgte die Veröffentlichung des Debütalbums Hoetry. Danach trennte sich Pimpulsiv von ihrem damaligen Label 667 – One More Than The Devil. Rund ein Jahr nach dieser Trennung im August 2009 gründete Pimpulsiv gemeinsam mit der Berliner Rapgruppe DNP das Label Trailerpark. Kurze Zeit darauf wurde im Internet die LP H.U.R.Z. zum kostenfreien Download angeboten. Am 28. Mai 2010 erschien schließlich das zweite Album namens Hepatitis P über ihr Label Trailerpark und Roughtrade/Flavamatic.
Im Februar 2011 gab Skinny Shef im Internet bekannt, dass er mit dem Rappen aufhören wolle, um sich auf sein Studium zu fokussieren. Timi Hendrix arbeitet als Solokünstler weiterhin an Musik. Timi Hendrix brachte 2015 sein Soloalbum Zwei Zimmer, Küche, Bong raus. Für die Fanbox produzierten Timi Hendrix und Skinny Shef ein Beatalbum namens Heilliger Timmäää.

## Diskografie
Alben
- 2005: Rap rettet den Tag (als Bad Taste)
- 2006: Hoodstock (Freedownload-EP)
- 2007: Hoetry LP
- 2009: H.U.R.Z (Freedownloadalbum)
- 2009: Crackstreetboys (Labelsampler)
- 2010: Hepatitis P
- 2015: Heiliger Timmäää (Beatalbum als Bonus-CD zur Zwei Zimmer, Küche, Bong Fanbox von Timi Hendrix)
- 2018: Heisenberg (Beatalbum als Bonus-CD zur Tim Weitkamp das Musical Fanbox von Timi Hendrix)

Musikvideos
- 2009: 23
- 2009: Trailerpark (mit DNP)
- 2010: Minimal Klaus (Klaus Kinski Tribut)
- 2010: Wohnwagensiedlung
- 2010: Plastikmenschen

Sonstige
- 2007: Tick Gras (HipHopStylez Exclusive)
- 2008: Kein Bock (feat. 12Bit Phil) (Freetrack)
- 2010: Deutscher Rap Slum (feat. DNP und Sudden) (Freetrack)
- 2010: Doch du bist ein Hurensohn (Freetrack) (Diss gegen Blumio)
- 2010: Gonzo (rap.de Exclusive)